# Тринадцать великих актёров поздней Цин
Тринадцать великих актёров поздней Цин (кит. трад. 同光十三绝, упр. 同光十三絕, пиньинь Tóngguāng Shísān Jué) — это ряд актёров пекинской оперы второй половины XIX — начала XX века. Титул закрепился благодаря одноимённой картине, приписываемой художнику времён поздней Цин Шэнь Жунпу (кит. 沈容圃).

## О картине
Картина была найдена в одном из книжных магазинов в 1943 году, до того была неизвестна, поэтому вопрос об авторстве Шэнь Жунпу остаётся открытым. В настоящее время картина хранится в музее Мэй Ланьфана.
На картине изображены в своих сценических костюмах тринадцать мастеров пекинской оперы времён императоров Тунчжи (1861—1875) и Гуансюя (1875—1908). Несмотря на то, что среди изображённых нет ни одного представителя амплуа цзин, и на полноту охвата этого периода картина претендовать не может, она отражает важный этап развития пекинской оперы перед её золотым веком.

## Изображённые актёры
- Хао Ланьтянь (кит. 郝兰田; 1832—1872), амплуа дань-старуха.
- Чжан Шэнкуй (кит. 张胜奎), амплуа старший шэн.
- Мэй Цяолин (кит. 梅巧玲; 1842—1882), амплуа дань.
- Лю Ганьсань[кит.] (кит. 刘赶三; 1817—1894), амплуа чоу.
- Юй Цзыюнь (кит. 余紫云; 1855—1910), амплуа дань.
- Чэн Чангэн[кит.] (кит. 程长庚; 1811—1880), амплуа старший шэн.
- Сюй Сяосян (кит. 徐小香; 1831—1882), амплуа младший шэн.
- Ши Сяофу (кит. 时小福; 1846—1900), амплуа дань.
- Ян Минъюй[кит.] (кит. 杨鸣玉; 1815—1894), амплуа чоу.
- Лу Шэнкуй (кит. 卢胜奎; 1822—1889), амплуа старший шэн.
- Чжу Ляньфэнь (кит. 朱莲芬; 1837—1884), амплуа дань.
- Тань Синьпэй (кит. 谭鑫培; 1847—1917), амплуа шэн-воин.
- Ян Юэлоу[кит.] (кит. 杨月楼; 1844—1890), амплуа старший шэн.